# جاه شور (لارستان)
جاه شور (بالفارسية: چاه شور) (بالإنجليزية: Chah Shur)‏، قرية في ناحية عوض (بالفارسية: بخش اوز)، قسم فيشور الريفي، مقاطعة لارستان، محافظة فارس، إيران. سُجلت في إحصاء عام 2006 ميلادية ولم تسجل أي معلومات عن عدد سكانها.